# Vallam
Vallam é uma panchayat (vila) no distrito de Thanjavur, no estado indiano de Tamil Nadu.

## Geografia
Vallam está localizada a 10° 43′ N, 79° 05′ L. Tem uma altitude média de 75 metros (246 pés).

## Demografia
Segundo o censo de 2001, Vallam tinha uma população de 14,495 habitantes. Os indivíduos do sexo masculino constituem 48% da população e os do sexo feminino 52%. Vallam tem uma taxa de literacia de 73%, superior à média nacional de 59.5%: a literacia no sexo masculino é de 77% e no sexo feminino é de 69%. Em Vallam, 11% da população está abaixo dos 6 anos de idade.